# Egzekutor RTX
Egzekutor RTX (Real Time Executive) – prosty system operacyjny dla komputerów serii MERA 300.

## Moduły egzekutora RTX
Egzekutor RTX składa się z następujących modułów:
- loadera (program wczytujący system do pamięci komputera),
- programu konwersacji z operatorem,
- procesora ekstrakodów (patrz język MOTIS),
- monitora przerwań.

## Lista poleceń
Lista poleceń egzekutora RTX:
- ładuj taśmę (perforowaną) do pamięci (LOAD): # L,
- sprawdź taśmę (po wczytaniu): # S,
- testuj i zmień zawartość pamięci: # adresy [Z | W],
- wyprowadź zawartość pamięci: # adresy [M | D],
- wykonaj program – program uruchomieniowy DDT.

## Uruchomienie systemu
Uruchomienie systemu egzekutora RTX następowało za pomocą loadera bootstrapowego wczytującego program z taśmy perforowanej do "pustego komputera".